# 숭실대학교 글로벌미래교육원

숭실대학교 글로벌미래교육원은 서울특별시 동작구에 있는 학점은행제 평생교육기관이다. 1979년 학교법인 숭실대학교에서 설립하여, 1998년 교육부로부터 학점은행제 시행교육기관으로 지정 인가를 받았다. 4년제 정규대학과 동일한 학사학위를 취득할 수 있는 학위과정으로 18개 전공을 운영중이다.

## 개설전공
- 컴퓨터공학
- 정보보호학
- 멀티미디어
- 게임
- 정보통신전자공학
- 인공지능
- 경영
- 회계세무
- 경영EMP
- 사회복지학
- 심리학
- 체육학
- 시각디자인학
- 관현악
- 성악
- 피아노
- 교회음악
- 실용음악